# 베르나르디노 노가라
베르나르디노 노가라(Bernardino Nogara, 1870년 6월 17일 ~ 1958년 11월 15일)는 1929년부터 1954년 사이에 교황 비오 11세가 임명하고 교황 비오 12세까지 유임된 교황청 특별행정국장 Special Administration of the Holy See.이다.
교황청과 이탈리아 무솔리니 정부는 1929년 라테란 조약을 체결했다. 비오 11세는 교황청의 재산을 늘리기 위해 교황청 직속으로 '특별행정처'를 설립했다. 특별행정처는 교황청의 자산운용조직으로 바티칸 은행의 전신이다. 비오 11세는 이 특별행정처의 책임자로 노가라를 영입했다. 역사가 존 F. 폴라드 (John F. Pollard) 에 따르면, 노 가라는 "제 2 차 세계 대전 후 바티칸의 재정적 힘을 위한 가장 큰 기둥 중 하나의 기초를 세웠다."는 평가를 받는다.
노가라의 경력은 "가톨릭 교회는 물론 산업계와 정치계의 최고권력에서 유동적으로 움직일 수 있는 능력"이 특징이었다. 노가라는 특별행정국장으로서 유럽의 많은 대기업에 대규모 투자를 했고, 개인적으로 "상상도 안되는" 수의 회사의 이사회 멤버가 되었고, 다른 많은 기업들에 이사를 임명했다.
노가라는 비록 가톨릭 신자가 몇몇 가까운 친척들과 성직에 있지만, 그의 투자는 종교적 또는 교리적 고려에 의해 제한되지 않는다고 주장했다. 비오 11세 하에서 노가라는 1935년 무솔리니의 에티오피아 침공 이전에 가톨릭 사회교육에 반하는 기업에 대규모 투자를 했고, 무솔리니의 정부에 직접 대출을 해주었다. 비오 12세 하에서 노가라는 제2차 세계대전 동안 추축국들의 전쟁 노력에 이익을 주고 이를 가능하게 한 회사에 일상적으로 투자했다.  이러한 투자는 (노가라 역시 거래했던) 연합군으로부터 감춰졌지만, 노가라 하의 지주회사와 역외 은행센터의 이용을 통해, "물길을 찾는 것처럼, 바티칸의 자금은 홀로코스트의 섬뜩한 쪽으로 흘러갔다."

## 초기 금융 경력
노가라는 폴리테크니코 디 밀라노에서 기술자로 훈련받았다. 그는 웨일즈(유창한 영어를 배운 곳), 불가리아, 오스만 제국의 광산 프로젝트를 관리했다.
이스탄불에 있는 동안 그는 이탈리아 방카상업국(Italian Banca Commerciale)의 대표로 임명되었고, 그 후 1919년 베르사유 평화회의에서 오스만 제국의 부채와 이탈리아 경제위원회 대표단을 감독하는 국제위원회의 이탈리아 대표로 임명되었다. 그 후 그는 영구적인 배상위원회에 남아있었다.
그는 이후 베를린에서 도스 계획(Dawes Plan)을 제정했던 국제합병위원회의 산업부문에 임명되었다.
이탈리아 최대의 민간 은행 인 방카 코미칼 이탈리아나(Banca Commerciale Italiana) 내에서 그는 이사회의 일원이되었으며 나중에 부사장이되었다. 또한 위원회 경제위원회 (Finanziarie alle Conferenze)위원회 회원이기도했다.
노가라의 교황청과의 거래는 1914년 교황 베네딕토 15세를 대신해 다양한 채권을 매입하면서 시작되었다.

## 특별 행정 국장

### 임명
바티칸의 재정은 1861년과 1870년. 이탈리아 정부에 의해 교황청의 점령과 합병에 대한 보상으로 1929년 라테란 조약의 결과로 받은 9억210만 달러(현금 7억5천만 리와 이탈리아 국채 10억 리)의 자금지원을 받기 전까지 파산 직전에 있었다.
노가라는 1929년, 가족 친구 인 교황 비오 11세에 의해 교황청 특별 행정국의 국장으로 임명되어 바티칸의 재정 거래를 담당했다. 이론적으로는 특별행정국의 국장은 세 추기경 위원회(에우 제 니오 Pacelli 및 피에트로 가스패리를 포함)에 보고 해야 했지만 노가라는 교황에게 직접 보고하여, 국무원장 추기경을 제외하고는 교황청의 어느 관리보다도 자주 만났다. 비록 노가라가 바티칸 재정의 다른 지부에도 상당한 영향력을 행사했을지 모르지만, 특별행정국은 다른 두 바티칸 재정국으로부터 독립했다.
노가라는 "종교적 또는 교리적 고려에 의해 제한을 받지 않을 것"이라는 한가지 조건에서 비오 11세의 임명을 받아들였다. 노가라의 승진은 로마 교황청 내의 승진과 함께 비오 11세가 롬바르디의 다른 토착민들을 선호했던 많은 것들 중 하나일 뿐이었다. 당시 그의 형제 중 한 명인 바르톨로메오 (Bartolomeo)는 바티칸 박물관의 감독관이었고, 두 명은 대주교였으며, 한 명은 아풀 리아 신학교의 교장이었으며, 그의 여동생은 여자 수녀원장이었다.

### 비오 11세 하에서
노가라의 특별행정부 재임은 1929년 월스트리트 대폭락과 유럽에서 많은 여파가 뒤따른 이후에 임명되었다. 노가라는 즉시 교황의 지분을 재구성하여 약 1억 루어의 금 보유고를 옮기고 무기 투자가가 아닌 기업가로서 적극적으로 부동산으로 진출했다. 노가라는 많은 회사를 설립했으며 오늘날에도 여전히 존재하는 회사에 많은 CEO를 임명했다. 1932년에서 1935년 사이에 특별행정부의 이익을 위한 지주회사였던 그롤룩스는 공개법이 부족하여 룩셈부르크에 수용되었다.
노가라는 이탈리아의 최대 보험사인 아시쿠라지오니 제너럴리(그리고 세계 최대 보험사 중 하나)를 비롯한 바티칸의 지배적 이해관계로 인해 많은 이탈리아 기업의 이사회 멤버가 되었다. 이러한 활동에 대한 마피아의 관심은 1990년 영화 대부 3 부에서 픽션화되었다.
노가라는 1929년 법안에 따라 은행을 구제하는 이탈리아의 은행 구조조정에 관한 협상의 당사자였다. 이러한 내부 정보로, 노가라는 구제금융으로 어떤 산업과 기업이 혜택을 받을지 정확히 알고, 이들 기업에서 큰 자리를 구입했다.
노 가라는 주식, 금 및 선물 시장에 대한 투자를 통해 로마 가톨릭 교회의 재정 보유를 크게 늘 렸다. 노가라는 바티칸 국고를 수억 달러로 추정되는 액수로 대폭 확장했다(교황청은 정확한 액수를 비밀로 유지했다).
노가라는 많은 투자가 교회 교리를 위반하는 것으로 인식 되었기 때문에 로마 로마교황청과 논쟁의 여지가 있는 인물이었다. 예를 들어, 노가라는 이탈리아 최대 피임 제품 제조업체 (Istituto Farmacologico Serono di Roma)에서 지분을 매입했다. 또한 노가라는 1935년 에티오피아 침공 이전에 무솔리니 정부에 직접 대출을 포함하여 이탈리아의 탄약 공장과 기타 전쟁 산업에도 투자했다. 그러나 노가라는 1870년 이후 쇠퇴하고 있는 가톨릭 교회의 재정을 지탱해 준 공로로 많은 추기경들로부터 높이 평가받았다.

### 비오12세 하에서
1939년 선거 후 교황 비오 12 세는 노가라를 특별행정부의 수장으로 유지했다. 비오 12세는 그의 전임자와 마찬가지로 노가라와 정기적으로 만나 교황청의 투자 유지에 면밀한 관심을 기울였다. 비오 12세는 중개자 없이 노 가라를 직접 관리했으며, 회의 중에는 아무런 메모도 남기지 않았다 (노 가라와 관련된 문서는 ADSS에 없다 )! 이 노가라 재임 기간의 정보는 뉴욕은행과의 거래로 미국 국립문서보관소에 많이 수록되어 있지만(노가라 자신이 기록한 1931~1939년에 비해) 비교적 빈약하다. 그러나 2012년 영국 런던 국립문서보관소(파일 T231/140 ~ T231/142, T231/1131, T160/369)에서 전쟁기간 동안 바티칸의 금융거래에 대한 일상적 기록이 발견되면서 새롭고 방대한 자료들이 입수되었다.
제2차 세계대전이 발발하자 노가라에게 당면한 우려는 여러 연합국과 추축국의 바티칸 자산이 압류되거나 동결되지 않는다는 것이었다. 노가라의 "클러진 부동산 회사"는 전쟁 내내 유럽 전역, 연합국과 축이 관할하는 영토에서 계속 운영되었다. 독일은 다른 방법으로 연합국에 도달할 수 있는 자금을 차단하는 정책을 가지고 있었지만, 제국은행의 계좌를 가지고 있었고 사용했던 바티칸은 제외되었고 상대적 자유를 누렸다.
노가라는 1938년까지 바티칸이 스위스 부동산 소유주인 프로피마를 본격적인 지주회사로 매입하도록 주선했다. "모든 형태의 상업, 산업, 부동산, 금융 사업에 참여할 수 있게 되었다.". 바티칸은 프로피마와 유사하게 조직 된 지주 회사를 통해 방코 수다메리스(Banco Sudameris :추축국의 전쟁자금 조달을 위한 노력으로 미국과 영국이 블랙리스트에 올린 회사)와 같은 블랙리스트에 오른 회사를 구입할 수 있었다. 노가라가 이 방코 수다메리스 에 관심을 가진 이유는 이익이 아닌 다른 이유가 있다 — 예를 들어, 그는 제1차 세계 대전 전에 그 은행을 설립하는 것을 도왔다. 그러나 추축국이 전쟁에서 승리했다면 그 매입은 큰 수익을 낼 수 있었을 것이라는 것은 의심의 여지가 없었다.
미국 특사 해럴드 티트만은 노가라를 제치고 국무원장에게 수다메리스 구입에 반대한다고 경고했지만, 1941년 바티칸이 수다메리스 구입을 강행하자, 연합국의 블랙리스트에서 회사를 빼내려는 노력에서 "전혀 돌리지 않았다"고 전 세계 거의 모든 관련 정부에 탄원했다. 마이클 페이어 (Michael Phayer)에 따르면, 수다메리스의 블랙리스트 명단 삭제를 둘러싼 대립은 "파시즘의 두 가지 관점으로 귀결되었다. 전후 파시스트들과 거래를 했던 바티칸에게 수다메리스는 '일상적인 비즈니스'였다".
마찬가지로, 노가라는 1940년 5월 이탈리아계 보험회사인 라 폰디아리아 주식을 바티칸을 위해 인수했는데, 무솔리니 정부가 곧 영국계 보험회사인 노리치 유니온의 많은 이탈리아 자산을 국유화하여 폰디아리아에 넘길 것이라는 제보를 받고서였다.심지어 그 당시에도 그 보험사는 불과 두 달 전에 모든 유대인 직원들을 해고함으로써 파시스트에 동조 행위를 분명히 했기 때문에 논란이 있었다. 연합군은 전쟁 전에 인수한 것이라면 교황청에 폰디아리아에 있는 자산을 팔도록 요구하지는 않았을 것이지만, 만약 그들이 이 전쟁 중 거래를 알았다면, 그들은 미국과 대영제국에 대한 사업 이익뿐만 아니라 뉴욕에 있는 교황청의 모든 은행 계좌를 봉쇄했을 것이다. 페이어에 따르면 노가라와 비오 12세 둘 다 자신들이 폰디아라를 은밀히 매입한 것이 연합국 강대국과의 협정에 대한 "신뢰의 배신"에 해당한다는 것을 잘 알고 있었다.
폰디아리아는 나치의 동유럽 보험회사 수용과 직간접적인 협력을 계속할 것이다. 페이어에 따르면, "물이 내리막길을 찾는 것처럼, 바티칸의 돈은 홀로코스트의 섬뜩한 쪽으로 흘러갔다."
페이어는 노가라가 파시스트와 나치 수용으로부터 이익을 얻으려 하는 기업을 시기적절하게 매입한 것을 노가라가 "어느 쪽으로 바람이 불고 있는지 알고 있다"는 증거로 인용한다.노가라가 바티칸에 집중적으로 투자한 또 다른 기업인 아시쿠라지오니 제너럴리는 "파시스트 국가들이 유럽 유대인들을 희생시키면서 유럽 보험산업을 리메이크하려 했다"는 사실의 최대 수혜자였다.
1941년 페이어는 노가라가 독일의 러시아 침공으로 이전의 러시아 금속 공급이 끊긴 것과 같은 해 이베리아 텅스텐 탄산염 채굴 사업("분쟁의 첨단 금속")에 상당한 투자를 계획하고 있었을지도 모른다고 제안했다. 페이어에 따르면, "결론은 피할 수 없다. 노가라는 군비경쟁에서 간접적으로 밀매하여 그 결과로 생기는 이익은 도둑맞은 재산에서 얻어질 것을 알고 그렇게 했다."고 말했다. 미국이 텅스텐 광업을 위한 거래임을 알았을 때 바티칸은 이 자금을 "식품 수출"이라는 명칭으로 표시했다.
폴라드에 따르면, 1958년 노 가라 사망 기사에서 노가라는 로마의 지하 저항 운동, 국가 해방위원회 (National Liberation Committee)의 바티칸 대표였다.
1954년 노가라는 크레디트 스위스(Credit Suisse)의 이사인 Henri de Maillardoz에 의해 교황청 특별행정국 감독으로 뒤를 이었다.

## 일기
노가라는 1931년부터 1939년까지 비오 11세와 자신의 청중을 녹음 한 일기를 보관했으며, 아직 출판되지 않은 상태이다. 일기에는 Nogara Archives (AFN)의 다양한 논문이 보충되어 있으며 바티칸의 재정과 노가라의 재정에 대한 자세한 정보를 제공한다.

### 참고 문헌
- Lo Bello, N. (1973). The Vatican empire. New York. trans. from L'Oro del Vaticano. (1971). Milan.
- Murphy, Paul I. and Arlington, R. Rene. (1983) La Popessa: The Controversial Biography of Sister Pasqualina, the Most Powerful Woman in Vatican History. New York: Warner Books Inc. ISBN 0-446-51258-3
- McGoldrick, Patricia M. (2012). “New Perspectives on Pius XII and Vatican Financial Transactions during the Second World War”, The Historical Journal. 55: 1029 -1048.
- McGoldrick, Patricia M. (October 10, 2015). "The Wrong Nogara". The Tablet.
- Phayer, Michael. 2008. "Papal Capitalism during World War II" in Pius XII, The Holocaust, and the Cold War. Indianapolis: Indiana University Press. ISBN 978-0-253-34930-9. pp. 96–133.
- Pollard, John F. (1999). "The Vatican and the Wall Street Crash: Bernardino Nogara and the Papal Finances in the early 1930s." The Historical Journal, 42: 1077-1091.
- Pollard, John F. (2005). Money and the Rise of the Modern Papacy: Financing the Vatican, 1850–1950. Cambridge University Press.
- Pollard, John F. (September 12, 2015). "Follow the Money". The Tablet.
- Posner, Gerald, (2015). God's Bankers: A History of Money and Power at the Vatican. New York: Simon & Schuster.
- Malachi Martin - Rich Church, Poor Church (Putnam, New York, 1984) ISBN 0-399-12906-5
- (이탈리아어) Saba, Andrea Filippo. (2004). "La Società Commerciale D'Oriente entre la Diversificación y la situación estratégica Internacional (1902-1935)". Historia Empresarial.